# 143 هـ
143 هـ هي سنة في التقويم الهجري امتدت مقابلةً في التقويم الميلادي بين سنتي 760 و761.

## وفيات
- عمرو بن عبيد
- يحيى بن سعيد الأنصاري